# Episodi di Buzz Lightyear da Comando Stellare (seconda stagione)
La seconda e ultima stagione di Buzz Lightyear da Comando Stellare è andata in onda negli Stati Uniti dal 2000 al 2001 ed è composta da 13 episodi.
Le due stagioni furono trasmesse negli Stati Uniti contemporaneamente su due canali diversi e man mano che gli episodi venivano prodotti, per cui la data di messa in onda delle puntate non combacia sempre con la data di produzione e la cronologia della trama: per esempio si può vedere che gli eventi della puntata La luna verde si svolgono cronologicamente prima di Lupi wattary alla riscossa. Inoltre 4 episodi non furono trasmessi.
| Numero episodio | Titolo originale     | Titolo italiano             | Data originale | Data italiana |
| --------------- | -------------------- | --------------------------- | -------------- | ------------- |
| 1               | Lost in Time         | Perso nel tempo             | 14/12/2000     | 29/09/2001    |
| 2               | Rookie of the Year   | Il raggio teletrasportatore | 21/12/2000     | 06/10/2001    |
| 3               | Wirewolf             | La luna verde               | 28/12/2000     | 27/10/2001    |
| 4               | The Rescue Mission   | Salvataggio in miniatura    | 04/01/2001     | 01/06/2002    |
| 5               | Star Smasher         | Compatta rifiuti cosmico    | 11/01/2001     | 13/10/2001    |
| 6               | Enemy Without a Face | Nemico senza volto          | 18/01/2001     | 03/11/2001    |
| 7               | Good Ol' Buzz        | Caro vecchio Buzz           | 25/01/2001     | 10/11/2001    |
| 8               | Return to Karn       | Vacanza sul pianeta Karn    | 02/02/2001     | 17/11/2001    |
| 9               | Speed Trap           | Terrore dal pulito profondo | 09/02/2001     | 24/11/2001    |
| 10              | Holiday Time         | Babbo Natale esiste?        | 16/02/2001     | 22/12/2001    |
| 11              | Opposites Attract    | Centro di gravità           | 23/02/2001     | 08/12/2001    |
| 12              | Ancient Evil         | L'era di Natron             | 06/03/2001     | 29/12/2001    |
| 13              | 42                   | Amare 42                    | 13/03/2001     | 01/12/2001    |